# Francesco Maria Guerrieri Failla

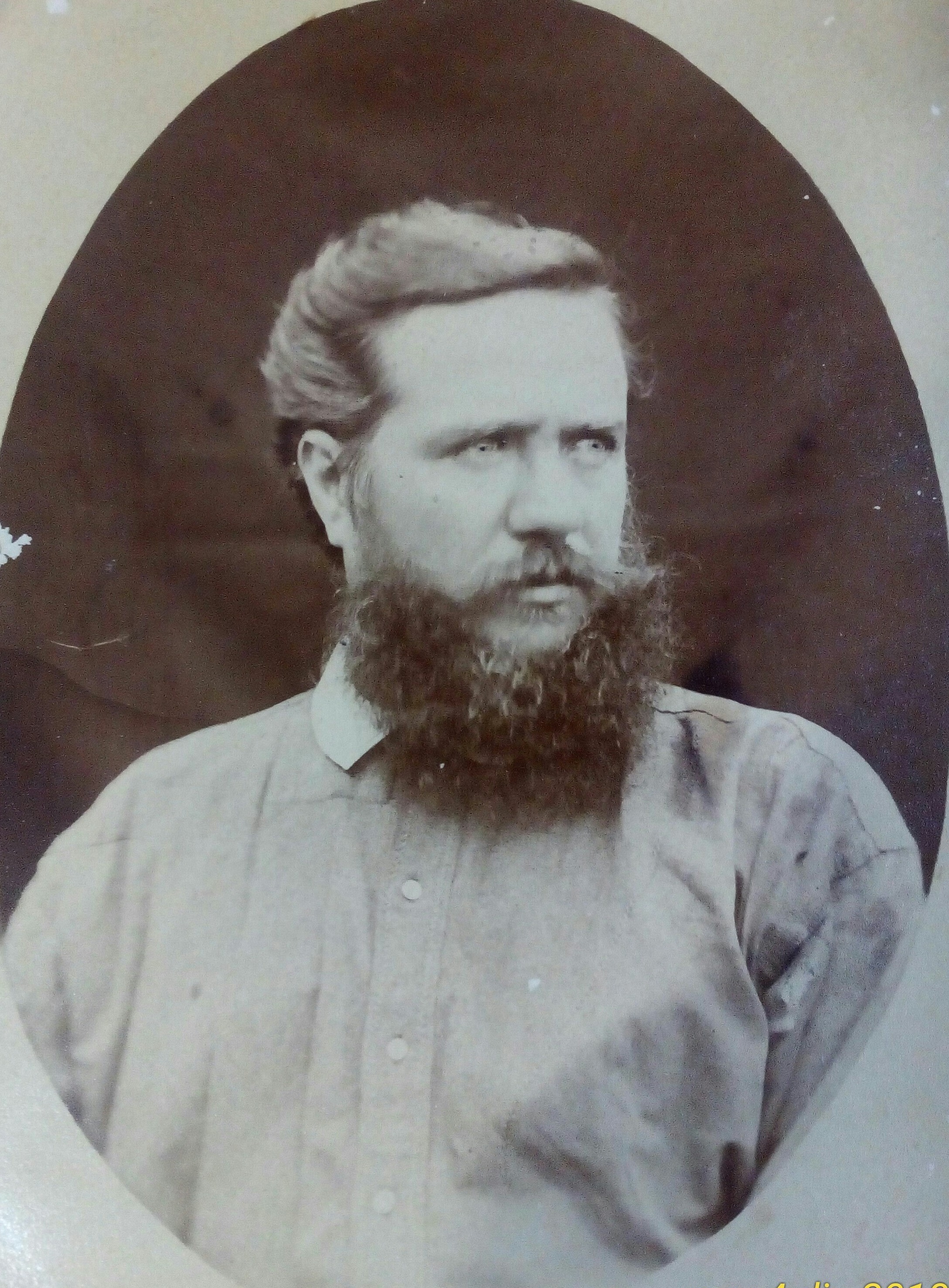
Il Barone in una foto d'epoca nella quale indossa la camicia della tipica uniforme garibaldina. (Fonte: Francesco Failla, discendente)

Francesco Maria Guerrieri Failla (Castelbuono, 21 febbraio 1831 – Castelbuono, 29 agosto 1900) è stato un poeta e patriota italiano.

## Biografia
Di nobili origini nel 1857 sposò Giuseppina Galbo, nipote di mastro nicolò Galbo, barone di Montenero.
Sin da giovane aderì al movimento per l'unificazione italiana, ed il 18 aprile 1860, durante la spedizione dei Mille, fu il primo ad issare la bandiera tricolore a Castelbuono, sul campanile della chiesa, oggi non più esistente, di Sant'Antonio Abate.
Nel 1897 vinse un concorso nazionale, a Firenze, per un'epigrafe alla Divina Commedia.

## Opere
- Francesco Maria Guerrieri Failla Una notte a Caprera[4]., 1861
- Francesco Maria Guerrieri Failla, Mentana : canto, Palermo, tip. della vedova Solli, 1869.
- Francesco Maria Guerrieri Failla, Poesie patriottiche, 1860-1900 con prefazione di Alfredo Cucco. Edizione postuma curata dal nipote del poeta, Michelangelo Ugo Collotti, Palermo, F.lli Vena, 1934.